# DBC me2
dbc me2是DBC數碼電台的一個頻道，前稱「數碼大晒台」，香港數碼廣播停播風波後改稱「數碼四台」，2013年9月16日起命名為「數碼四台 校園台」，過往選台號碼為04，2015年11月16日起改稱為「dbc me2」，選台號碼轉為02。
頻道在220.352兆赫的11C頻道中播放，選台號碼為02，為香港第四條啟播之數碼聲音廣播頻道。頻道採用DAB+高清數碼廣播制式，音質比現時調幅及調頻的電台廣播較佳。除了使用數碼廣播收音機外，此頻道還可透過網上直播及手機程式收聽，2014年更擴展至有線電視及Now寬頻電視用戶可以免費收聽。不過Now寬頻電視的轉播只維持一年多，並在2015年電台頻道重組前因財政問題而停止。

## 歷史

### 數碼大晒台（2011-2012）
數碼四台於2011年9月26日啟播，最初稱為「數碼大晒台」，開台初期為一條開放24小時內不間斷播放之音樂頻道，以環球流行音樂為主，後期加入了專為青年人－特別是80、90年代出生聽眾的節目。
隨鄭經翰於2012年10月9日宣佈DBC正常廣播於翌日下午5時終止，數碼大晒台於2012年10月10日停播。其後多名節目主持人，於10月15日起以無償方式義播7日。數碼大晒台參與義播節目包括馬倫白蘭度、非常聽、怒漢推歌。

### 數碼四台（2013-2015）
2013年1月28日復播後，不再沿用過往的「大晒台」名稱，改名為「數碼四台」，以24小時電腦隨機播放外語流行歌曲，間中插入政府宣傳聲帶及自家頻道廣告。同年9月4日，原於數碼一台播放，由時任香港數碼電台台長麥潤壽所主持的
《星空再遇鐵達尼》，改於本台播放，9月16日，數碼四台革新改稱為「校園台」，加入大量針對中學生、大學生、家長及教師的節目，並且加入不少DJ主持，包括兼任校園台台長的著名教育工作者莫鳳儀、前香港滑浪風帆代表陳敬然、香港中文大學新聞及傳播學院院長馮應謙等。12月20日，「校園台」隨其餘六條頻道作官方正式開台。
2014年11月10日，校園台進行了一次大規模的節目更新，不少節目皆被更換，當中涉及幼兒和家長題裁的均大幅減裁，體育類的節目更是全部換走；取而換之是更針對年青人潮流和個人成長的節目，如旅遊、飲食、同性群體、性題裁等。所有節目均設有獨立的Facebook專頁。

### DBC me2（2015-2016）
因應節目及頻道的重組，2015年11月16日，原來提供24小時新聞頻道的「數碼二台」（新聞台）遭取消，而校園台亦改名為「DBC me2」並進駐於原來的第二頻道，另外，原於數碼六台（音樂台）的部份直播節目亦遷移至本頻道內繼續播出。
2016年9月8日開始，DBC數碼電台所有頻道改為重播過往電台節目或播放音樂，電台將按照牌照繼續安排廣播至局方批准停止服務為止。

## 節目表
現時所有節目重播過往電台節目或播放音樂。
| 時間  | 星期一       | 星期二       | 星期三       | 星期四       | 星期五       | 星期六              | 星期日         |
| 00:00 | 音樂時光機   | 音樂時光機   | 音樂時光機   | 音樂時光機   | 音樂時光機   | 音樂時光機          | 音樂時光機     |
| 18:00 | 有志者鄧竟成 | 有志者鄧竟成 | 有志者鄧竟成 | 有志者鄧竟成 | 有志者鄧竟成 | 夢想起飛 Go Go Goal | 夢想起飛升學篇 |
| 19:00 | 有志者鄧竟成 | 有志者鄧竟成 | 有志者鄧竟成 | 有志者鄧竟成 | 有志者鄧竟成 | 字戀狂              | 為食泇         |
| 20:00 | 校園好聲音   | 校園好聲音   | 校園好聲音   | 校園好聲音   | 校園好聲音   | 字戀狂              | 為食泇         |
| 21:00 | 校園好聲音   | 校園好聲音   | 校園好聲音   | 校園好聲音   | 校園好聲音   | 男生圍威喂          | 性‧別歧視      |
| 22:00 | 每一個晚上   | 每一個晚上   | 每一個晚上   | 每一個晚上   | 每一個晚上   | 男生圍威喂          | 性‧別歧視      |

| 時間  | 星期一                                       | 星期二                                       | 星期三                                       | 星期四                                       | 星期五                                       | 星期六                                          | 星期日       |          |
| ----- | -------------------------------------------- | -------------------------------------------- | -------------------------------------------- | -------------------------------------------- | -------------------------------------------- | ----------------------------------------------- | ------------ | -------- |
| 07:00 | 晨早音樂                                     | 晨早音樂                                     | 晨早音樂                                     | 晨早音樂                                     | 晨早音樂                                     | 晨早音樂                                        | 晨早音樂     | 晨早音樂 |
| 07:30 | 晨早音樂                                     | 晨早音樂                                     | 晨早音樂                                     | 晨早音樂                                     | 晨早音樂                                     | 晨早音樂                                        | 與旗艦台聯播 |          |
| 08:00 | 8910 good morning （李麗蕊、鄭真朗、黃凱鍵） | 8910 good morning （李麗蕊、鄭真朗、黃凱鍵） | 8910 good morning （李麗蕊、鄭真朗、黃凱鍵） | 8910 good morning （李麗蕊、鄭真朗、黃凱鍵） | 8910 good morning （李麗蕊、鄭真朗、黃凱鍵） | 夢想起飛升學篇 （劉映君)                        | 與旗艦台聯播 |          |
| 09:00 | 8910 good morning （李麗蕊、鄭真朗、黃凱鍵） | 8910 good morning （李麗蕊、鄭真朗、黃凱鍵） | 8910 good morning （李麗蕊、鄭真朗、黃凱鍵） | 8910 good morning （李麗蕊、鄭真朗、黃凱鍵） | 8910 good morning （李麗蕊、鄭真朗、黃凱鍵） | 小嘴巴大世界 （香港中華文化發展聯合會聯合製作） | 與旗艦台聯播 |          |
| 10:00 | 1+寶貝 （劉美娟、林展澎(煎Pan)）             | 1+寶貝 （劉美娟、林展澎(煎Pan)）             | 1+寶貝 （劉美娟、林展澎(煎Pan)）             | 1+寶貝 （劉美娟、林展澎(煎Pan)）             | 1+寶貝 （劉美娟、林展澎(煎Pan)）             | 有志者鄧竟成 （鄧竟成）                         | 與旗艦台聯播 |          |
| 11:00 | 1+寶貝 （劉美娟、林展澎(煎Pan)）             | 1+寶貝 （劉美娟、林展澎(煎Pan)）             | 1+寶貝 （劉美娟、林展澎(煎Pan)）             | 1+寶貝 （劉美娟、林展澎(煎Pan)）             | 1+寶貝 （劉美娟、林展澎(煎Pan)）             | 有志者鄧竟成 （鄧竟成）                         | 與旗艦台聯播 |          |
| 12:00 | 1+寶貝 （劉美娟、林展澎(煎Pan)）             | 1+寶貝 （劉美娟、林展澎(煎Pan)）             | 1+寶貝 （劉美娟、林展澎(煎Pan)）             | 1+寶貝 （劉美娟、林展澎(煎Pan)）             | 1+寶貝 （劉美娟、林展澎(煎Pan)）             | 真韓風 （盧思穎）                               | 與旗艦台聯播 |          |
| 13:00 | 樂聚逍遙 (陳永業)                            | 樂聚逍遙 (陳永業)                            | 樂聚逍遙 (陳永業)                            | 樂聚逍遙 (陳永業)                            | 樂聚逍遙 (陳永業)                            | 真韓風 （盧思穎）                               | 與旗艦台聯播 |          |
| 14:00 | 樂聚逍遙 (陳永業)                            | 樂聚逍遙 (陳永業)                            | 樂聚逍遙 (陳永業)                            | 樂聚逍遙 (陳永業)                            | 樂聚逍遙 (陳永業)                            | 莫鳳儀會客室 （莫鳳儀）                         | 與旗艦台聯播 |          |
| 15:00 | 也文也武 （蘇肇朗、蕭靜雯、黃金球）          | 也文也武 （蘇肇朗、蕭靜雯、黃金球）          | 也文也武 （蘇肇朗、蕭靜雯、黃金球）          | 也文也武 （蘇肇朗、蕭靜雯、黃金球）          | 也文也武 （蘇肇朗、蕭靜雯、黃金球）          | 莫鳳儀會客室 （莫鳳儀）                         | 與旗艦台聯播 |          |
| 16:00 | 也文也武 （蘇肇朗、蕭靜雯、黃金球）          | 也文也武 （蘇肇朗、蕭靜雯、黃金球）          | 也文也武 （蘇肇朗、蕭靜雯、黃金球）          | 也文也武 （蘇肇朗、蕭靜雯、黃金球）          | 也文也武 （蘇肇朗、蕭靜雯、黃金球）          | 字戀狂 （陳詠燊）                               | 與旗艦台聯播 |          |
| 17:00 | 非常班房 （泇泇、江德陽）                    | 非常班房 （泇泇、江德陽）                    | 非常班房 （泇泇、江德陽）                    | 非常班房 （泇泇、江德陽）                    | 非常班房 （泇泇、江德陽）                    | 字戀狂 （陳詠燊）                               | 與旗艦台聯播 |          |
| 18:00 | 非常班房 （泇泇、江德陽）                    | 非常班房 （泇泇、江德陽）                    | 非常班房 （泇泇、江德陽）                    | 非常班房 （泇泇、江德陽）                    | 非常班房 （泇泇、江德陽）                    | 校園好聲音 （盧詩棓、蔡梓銘）                   | 與旗艦台聯播 |          |
| 19:00 | 詩+音樂 (盧詩棓)                             | 詩+音樂 (盧詩棓)                             | 詩+音樂 (盧詩棓)                             | 詩+音樂 (盧詩棓)                             | 詩+音樂 (盧詩棓)                             | 校園好聲音 （盧詩棓、蔡梓銘）                   | 與旗艦台聯播 |          |
| 20:00 | 每一個晚上 （譚玉瑛）                        | 每一個晚上 （譚玉瑛）                        | 每一個晚上 （譚玉瑛）                        | 每一個晚上 （譚玉瑛）                        | 每一個晚上 （譚玉瑛）                        | 全日祭 （玉禾音）                               | 與旗艦台聯播 |          |
| 22:00 | 夜空傳情 （葉㬢揚）                          | 夜空傳情 （葉㬢揚）                          | 夜空傳情 （葉㬢揚）                          | 夜空傳情 （葉㬢揚）                          | 夜空傳情 （葉㬢揚）                          | 熊仔頭吹水台 （「熊仔頭」、「藍仔頭」、鄭真朗） | 與旗艦台聯播 |          |
| 00:00 | 通宵音樂                                     | 通宵音樂                                     | 通宵音樂                                     | 通宵音樂                                     | 通宵音樂                                     | 通宵音樂                                        | 通宵音樂     |          |

## 外部連結

### 節目網頁

#### 周一至周五
- 《8910 Good Morning》官方網頁
- 《1+寶貝》官方網頁
- 《校園巡禮》官方網頁
- 《通識·通通識》官方網頁
- 《非常班房》官方網頁
- 《音樂人生》官方網頁
- 《每一個晚上》官方網頁

#### 周六
- 《書得喜》官方網頁
- 《教育風雲三十載》官方網頁
- 《綠色大發現》官方網頁
- 《傑出青年·夢想工程》官方網頁
- 《獨家漫遊》官方網頁
- 《全日祭》官方網頁
- 《性·別歧視》官方網頁

#### 周日
- 《字戀狂》官方網頁
- 《學貫中西》官方網頁
- 《為食泇》官方網頁
- 《校園好聲音》官方網頁
- 《真韓風》官方網頁
- 《男生圍威喂》官方網頁

### Facebook 專頁

#### 周一至周五
- 《8910 Good Morning》Facebook 專頁（页面存档备份，存于）
- 《1+寶貝》Facebook 專頁（页面存档备份，存于）
- 《校園巡禮》Facebook 專頁（页面存档备份，存于）
- 《通識・通通識》Facebook 專頁（页面存档备份，存于）
- 《非常班房》Facebook 專頁（页面存档备份，存于）
- 《音樂人生》Facebook 專頁
- 《每一個晚上》Facebook 專頁（页面存档备份，存于）

#### 周六
- 《書得喜》Facebook 專頁
- 《綠色大發現》Facebook 專頁
- 《傑出青年·夢想工程》Facebook 專頁
- 《獨家漫遊》Facebook 專頁（页面存档备份，存于）
- 《全日祭》Facebook 專頁（页面存档备份，存于）
- 《性-別歧視》Facebook 專頁

#### 周日
- 《字戀狂》Facebook 專頁（页面存档备份，存于）
- 《學貫中西》Facebook 專頁（页面存档备份，存于）
- 《為食泇》Facebook 專頁（页面存档备份，存于）
- 《校園好聲音》Facebook 專頁（页面存档备份，存于）
- 《真韓風》Facebook 專頁（页面存档备份，存于）
- 《男生圍威喂》Facebook 專頁

#### 已停播節目
- 《童聲同戲》Facebook 專頁（页面存档备份，存于）
- 《至pop補習新一代》Facebook 專頁（页面存档备份，存于）
- 《星空再遇鐵達尼》Facebook 專頁
- 《活力群星盡精英》Facebook 專頁（页面存档备份，存于）
- 《8910 大本營》Facebook 專頁（页面存档备份，存于）
- 《校園DJ》Facebook 專頁（页面存档备份，存于）
- 《強人是你》Facebook 專頁（页面存档备份，存于）
- 《耳朵去旅行》Facebook 專頁（页面存档备份，存于）
- 《數碼體壇》Facebook 專頁（页面存档备份，存于）
- 《我有我天地》Facebook 專頁（页面存档备份，存于）
- 《大學站》Facebook 專頁
- 《親親寶貝》Facebook 專頁（页面存档备份，存于）
- 《家一點健康》Facebook 專頁（页面存档备份，存于）
- 《給老師的信》Facebook 專頁（页面存档备份，存于）
- 《明愛暗戀補習社》Facebook 專頁（页面存档备份，存于）
- 《唱出真我》Facebook 專頁（页面存档备份，存于）
- 《爸媽同樂會》Facebook 專頁（页面存档备份，存于）
- 《化雨之聲》Facebook 專頁（页面存档备份，存于）
- 《打開心窗睇睇書》Facebook 專頁（页面存档备份，存于）